# マニカ・スタッカビーレ
マニカ・スタッカービーレ（manica staccabile/manica=袖 staccabile=着脱可能の ）は、イタリアの民族衣装によく見られる、胴衣（ボディス）とは別仕立てになった装飾用の袖のこと。
その起源は中世に遡るといい（後述）、ルネッサンス期にはさまざまなバリエーションが生まれるなど隆盛を極め、フランスにも流行したという。現在でも中部イタリアには祭典などの衣装に袖のない胴衣と独立した袖が残る。

## 形状
基本形は二の腕の途中から手首までを覆うまっすぐな袖。
15世紀ごろの神聖ローマ皇帝マクシミリアン1世妃ビアンカ・マリア・スフォルツァ（ミラノ大公ガレアッツォ・スフォルツアの息女）の肖像には、変形マニカ・スタッカービレが見られるが、これは袖の上腕部と前腕部を切り離して仕立て刺繍を施し紐でつづり合わせた手の込んだものである。
袖なしの胴衣（ボディス）に左右の袖にそれぞれ縫い付けられた紐を結びつけて、肩口から肌を露出させたり下着（シュミーズ）を覗かせるなどする。
胴衣と袖は共布で仕立てることが多いが、ラファエロの『一角獣を抱く貴婦人』の女性のように別布で仕立てることもあった。どちらにしても美しい刺繍をふんだんに施すなどして装いのアクセントになるように仕立てられる。

## 騎士と袖
中世の欧州では、財産目録などに袖と身頃を分離して記載するなど袖を独立したパーツとして考える考え方が主流であった。
騎士階級の習慣として、馬上試合に意中の婦人の袖を貰い受けて兜や槍に飾るというものがあり、『袖の騎士』などの騎士道物語からは、貴婦人が袖を身頃と別に保管していたことがわかる。
このような誉れの袖が後から身頃に縫い付けるためのものか、皇妃ビアンカの衣装のようにほぼ完全に独立したものかは不明ではあるが、袖が胴衣と分かたれた状態で贈与の品となっていたのは間違いない。